# 洛雷托 (貝尼省)
15°11′34″S 64°45′32″W / 15.19278°S 64.75889°W
洛雷托（西班牙語：Loreto）是玻利維亞的市镇及同名城鎮，为貝尼省马尔班县的县府所在地。该市镇位於該國東北部，處於省会特立尼達東南面，海拔高度160米，每年平均降雨量接近2,000毫米。市镇面积为6,751平方公里，2012年人口数量为3,828人。